# Malcolm Loughead
Malcolm Loughead (* 1887 in Niles, Kalifornien; † 1958) war ein US-amerikanischer Erfinder und Flugpionier. Zusammen mit seinem Bruder Allan Haines Loughead gründete er am 19. Dezember 1912 die Alco Hydro-Aeroplane Company, die Wasserflugzeuge herstellte. 1916 wurde von den Brüdern eine kleine Flugzeugfabrik (Loughead Aircraft Manufacturing Company) in Santa Barbara eröffnet. Während sich Malcolm der Luftfahrt abwandte, gründete sein Bruder Allan im Jahre 1926 die Firma Lockheed Aircraft Company, der Ursprung des heutigen US-amerikanischen Luft- und Raumfahrtunternehmens in Burbank. Der Name Loughead wurde im Februar 1934 nach der Aussprache in Lockheed geändert.
Malcolm Loughead erhielt am 4. Dezember 1917 das US-Patent 1249143 auf eine hydraulische Bremse (mit Radbremszylinder) und beantragte am 17. Dezember 1920 ein Patent auf einen Hauptbremszylinder. Das erste Pkw-Modell mit dieser hydraulischen Bremsanlage – auf alle vier Rädern wirkend – war das Modell A von Duesenberg (1921), in größeren Stückzahlen wurde das Modell Chrysler B-70 (1924) mit dieser Bremse ausgerüstet. Die Vermarktungsrechte für Deutschland erhielt 1926 Alfred Teves, im gleichen Jahr wurde der Adler Standard 6 damit ausgerüstet. Bis auf wenige Ausnahmen führten alle Pkw-Hersteller bis Ende der 1930er Jahre die Öldruckbremse „System Lockheed“ der Lockheed Hydraulic Brake Company ein. 1932 verkaufte Loughead die Anteile der Firma an Vincent Bendix. Die Erfindung von Loughead ist bis heute ein „Kernbestandteil der hydraulischen Bremsanlage“.

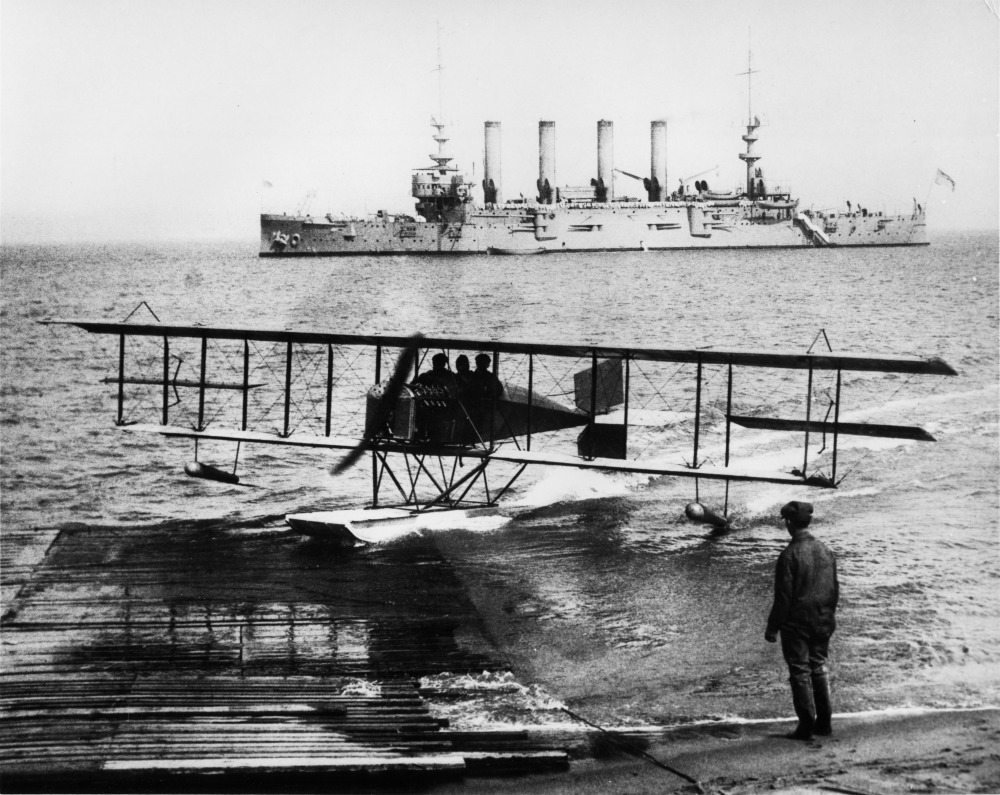
Loughead Modell G (1913)
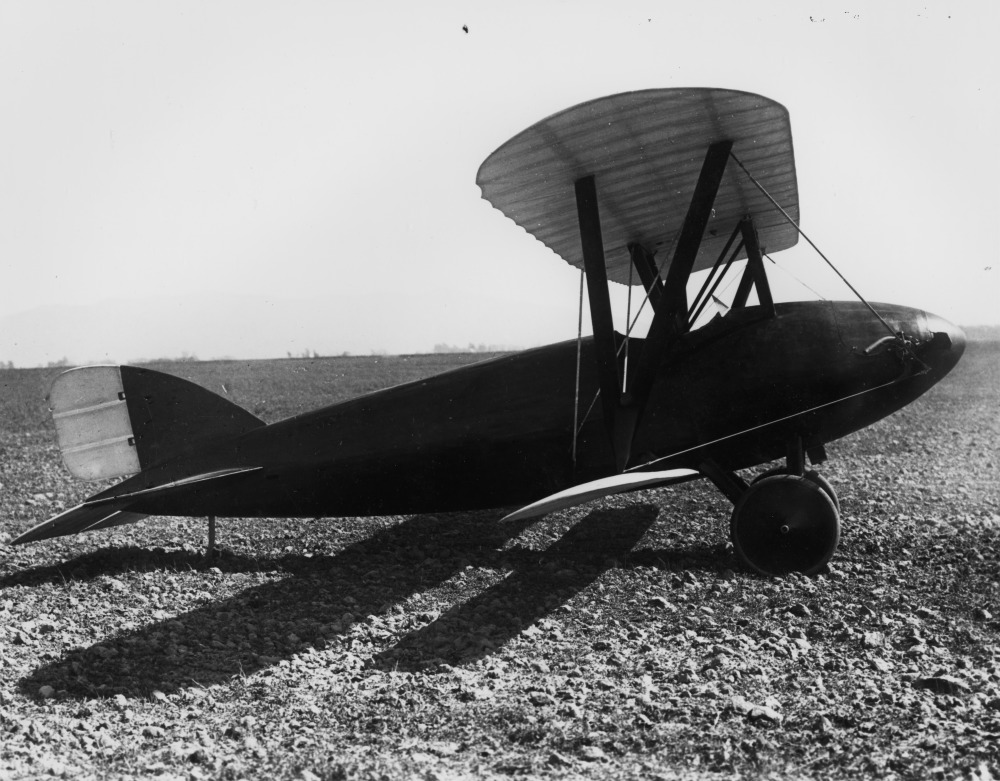
Loughead S-1 (1920)